# Adamcova oskeruše
Adamcova oskeruše je nejmohutnější a zřejmě nejstarší jeřáb oskeruše, který roste na území České republiky. Památný strom, který podle odhadů věku pamatuje i Rudolfa II., roste na kopci Žerotín v Bílých Karpatech.

## Základní údaje
- název: Adamcova oskeruše
- výška: 15 m[2], 13 m (1999)[3], 17 m (2001)[3]
- obvod: 458 cm (1999)[2], 460 cm (2001)[3]
- průměr koruny: 18 m (2001)[3]
- výška kmene: 2 m (2001)[3]
- věk: 400 let[2]
- zdravotní stav: 2,5 (1999)[3], 2,5 (2001)[3]
- sanace: 1999[2]

Strom roste v sadovnicko-vinohradnické oblasti na severním svahu vrchu Žerotín, asi 400 metrů od vrcholu. Západně od stromu vede žlutá turistická trasa.

## Stav stromu a údržba
Oskeruše je evidovaná již od počátku 70. let 20. století, tedy ještě před vyhlášením CHKO Bílé Karpaty (zda byla již tehdy chráněná ale není zřejmé). Tehdy byla ve špatném zdravotním stavu, vidlici kosterních větví poškozovala dřevokazná houba, dřevo vyhnívalo, koruna byla výrazně proschlá a hrozilo rozlomení.
V tomto stavu zůstal strom do roku 1999, kdy byl vyhlášen památným a současně se dočkal odborného ošetření - prořezu, konzervace a vývazu koruny. O tři roky později celkově zregeneroval, pravidelně kvete a plodí.

## Další zajímavosti
Jde o nejstarší a nejmohutnější oskeruši Moravy i České republiky. Nejmohutnější oskeruše v Čechách roste u Košťálova na Lovosicku.

## Přírodní zajímavosti v okolí
- Přírodní památka Žerotín - výskyt stepní Karpatské květeny

### Památné a významné stromy
Kopec Žerotín je známý jako oblast s nejvyšší výskytem starých oskeruší na jihu Bílých Karpat. Roste zde zhruba 20 oskeruší starších 100 let. Oblastí (přímo kolem památných stromů) vede Oskorušová naučná stezka.
- Karlova oskeruše (1,0 km j.)
- Lípa u Tatarské (3,0 km z.)
- Obecní dřín (3,7 km v.)
- Oskeruše u Strážnice (~2,0 jjz.)
- Špirudova oskeruše (3,3 km v.)
- Tomečkova oskoruša (3,3 km v.)